# Aloinella cucullatifolia
Aloinella cucullatifolia är en bladmossart som beskrevs av Brotherus 1924. Aloinella cucullatifolia ingår i släktet Aloinella och familjen Pottiaceae. Inga underarter finns listade i Catalogue of Life.